# Сен-Феликс-де-Люнель
Сен-Фели́кс-де-Люне́ль (фр. Saint-Félix-de-Lunel, окс. Sant Faliç) — коммуна во Франции, находится в регионе Окситания. Департамент — Аверон. Входит в состав кантона Конк. Округ коммуны — Родез.
Код INSEE коммуны — 12221.
Коммуна расположена приблизительно в 480 км к югу от Парижа, в 140 км северо-восточнее Тулузы, в 24 км к северу от Родеза.

## Население
Население коммуны на 2008 год составляло 386 человек.
| 1962 | 1968 | 1975 | 1982 | 1990 | 1999 | 2008 |
| ---- | ---- | ---- | ---- | ---- | ---- | ---- |
| 403  | 481  | 472  | 466  | 430  | 401  | 386  |

## Экономика

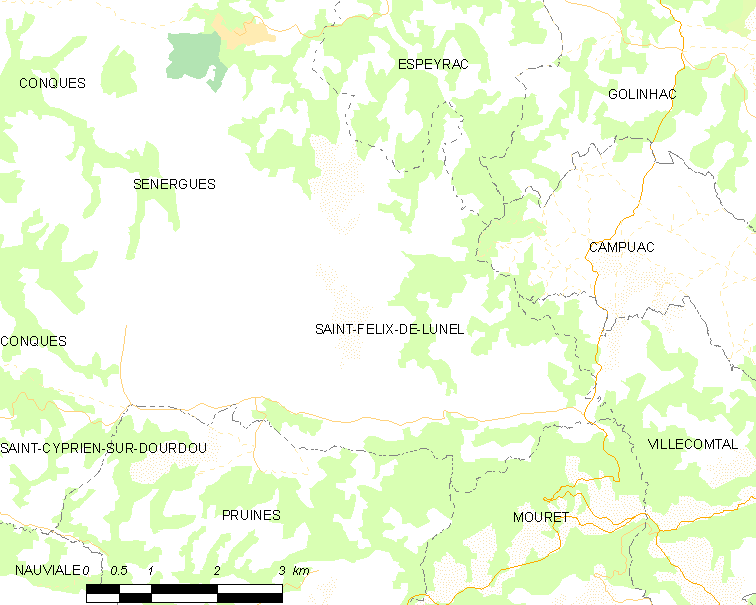
Карта коммуны

В 2007 году среди 221 человека в трудоспособном возрасте (15—64 лет) 181 были экономически активными, 40 — неактивными (показатель активности — 81,9 %, в 1999 году было 71,4 %). Из 181 активных работали 177 человек (100 мужчин и 77 женщин), безработных было 4 (1 мужчина и 3 женщины). Среди 40 неактивных 11 человек были учениками или студентами, 22 — пенсионерами, 7 были неактивными по другим причинам.